# Megasoma cedrosa
Megasoma cedrosa är en skalbaggsart som beskrevs av Hardy 1972. Megasoma cedrosa ingår i släktet Megasoma och familjen Dynastidae. Inga underarter finns listade i Catalogue of Life.